# Avima flavomaculata
Avima flavomaculata is een hooiwagen uit de familie Agoristenidae.